# Tumulul 1 din Bălți
Tumulul 1 din Bălți reprezintă o movilă funerară amplasată în sudul municipiului Bălți. Este situată la sfârșitul străzii Ismail în cartierul Bălții Noi, pe vârful unul deal cu înălțimea de 154,2 m. Movila are o înălțime de 3 m și un diamentru la bază de 40 m. Suprafața este puternic afectată de activitatea agricolă provocând nivelarea parțială a movilei. În perioada sovietică a fost instalat un semnal geodezic. Versanții vestici și nord-vestici sunt acoperiți de vegetație forestieră.
Până în 2024, a beneficiat de statut de protecție, fiind inclus în Registrul monumentelor ocrotite de stat.